# Hysen Memolla
Hysen Memolla (Kavaje, 3 de julio de 1992) es un futbolista albanés que juega de defensa en el Al-Jahra S. C. de la Liga Premier de Kuwait.

## Clubes
| Club                                 | País      | Año       | Partidos | Goles |
| ------------------------------------ | --------- | --------- | -------- | ----- |
| A. S. D. Martina                     | Italia    | 2012-2015 | 59       | 0     |
| F. C. Koper                          | Eslovenia | 2015-2016 | 20       | 2     |
| H. N. K. Hajduk Split                | Croacia   | 2016-2019 | 48       | 0     |
| U. S. Salernitana                    | Italia    | 2019      | 4        | 0     |
| KPV Kokkola                          | Finlandia | 2019      | 10       | 3     |
| Diósgyőri V. T. K.                   | Hungría   | 2020-2021 | 20       | 0     |
| F. C. Lahti                          | Finlandia | 2022      | 33       | 1     |
| K. F. Egnatia                        | Albania   | 2023-2024 | 28       | 0     |
| A. F. C. Chindia Târgoviște (cedido) | Rumania   | 2024      | 9        | 0     |
| F. C. Suhareka                       | Kosovo    | 2024-2025 | 30       | 0     |
| Al-Jahra S. C.                       | Kuwait    | 2025-     |          |       |

## Palmarés

### Títulos nacionales
| Título          | Club          | País    | Año  |
| --------------- | ------------- | ------- | ---- |
| Copa de Albania | K. F. Egnatia | Albania | 2023 |